# Trends in Genetics
Trends in Genetics, abgekürzt Trends Genet., gehört zu einer Reihe von wissenschaftlichen Zeitschriften, die vom Cell Press-Verlag veröffentlicht wird. Die erste Ausgabe erschien 1985. Derzeit werden zwölf Ausgaben im Jahr veröffentlicht.
Die Zeitschrift veröffentlicht Reviewartikel aus der Genetik. Das Spektrum reicht von der Entwicklungsbiologie bis zur Genomik.
Der Impact Factor lag im Jahr 2012 bei 9,772. Nach der Statistik des ISI Web of Knowledge wird das Journal mit diesem Impact Factor in der Kategorie Genetik und Vererbung an zehnter Stelle von 161 Zeitschriften geführt.
Chefherausgeberin ist Rhiannon Macrae, die bei der Zeitschrift angestellt ist.